# Belur
Belur è una suddivisione dell'India, classificata come town panchayat, di 20.225 abitanti, situata nel distretto di Hassan, nello stato federato del Karnataka. In base al numero di abitanti la città rientra nella classe III (da 20.000 a 49.999 persone).

## Geografia fisica
La città è situata a 13° 10' 0 N e 75° 52' 0 E e ha un'altitudine di 961 m s.l.m..

## Storia
Fu una grande città degli Hoysala che regnarono nell'India meridionale tra l'undicesimo e il quattordicesimo secolo. 
Il monumento principale della città è il tempio Channakeshava, la cui costruzione iniziò nel 1116, e si è conclusa 103 anni più tardi. Fu costruito per celebrare la vittoria degli Hoysala sui Chola. Dal 2023 è inserito nella Lista dei patrimoni dell'umanità come parte del sito seriale Complessi sacri degli Hoysala.

## Società

### Evoluzione demografica
Al censimento del 2001 la popolazione di Belur assommava a 20.225 persone, delle quali 10.352 maschi e 9.873 femmine. I bambini di età inferiore o uguale ai sei anni assommavano a 2.132, dei quali 1.118 maschi e 1.014 femmine. Infine, coloro che erano in grado di saper almeno leggere e scrivere erano 15.524, dei quali 8.325 maschi e 7.199 femmine.